# Noriko Koiso
Noriko Koiso (15 de janeiro de 1974) é uma ex-basquetebolista profissional japonesa.

## Carreira
Noriko Koiso integrou a Seleção Japonesa de Basquetebol Feminino, em Atenas 2004, que terminou na décima posição.